# Tiếng Cumbria
Tiếng Cumbria là một ngôn ngữ Celt nhánh Britton từng được nói vào thời Sơ kỳ Trung Cổ ở miền Hen Ogledd ("Old North", Cổ Bắc), tức nơi ngày nay là Bắc Anh và Nam Scotland. Nó có quan hệ gần gũi với tiếng Wales cổ và các ngôn ngữ Britton khác. Các địa danh cho ta biết rằng ngôn ngữ này từng được nói xa về phía nam đến tận Pendle và Yorkshire Dales. Quan điểm hiện nay cho rằng nó biến mất vào thế kỷ XII, sau sự hợp nhất của Vương quốc Strathclyde vào Vương quốc Scotland.

## Tên gọi
Dauvit Broun chỉ ra những vấn đề với các thuật ngữ dùng để chỉ tiếng Cumbria và người nói nó. Người nói tiếng Cumbria có vẻ đã gọi chính mình là *Cumbri, giống với cách người Wales tự gọi là Cymry (cả hai nhiều khả năng cùng bắt nguồn từ *kom-brogī nghĩa là "đồng hương"). Có thể người Wales và người nói tiếng Cumbria ở miền Bắc Anh & Nam Scotland tự xem mình là cùng một dân tộc. Người nói tiếng Ireland cổ gọi họ là Bretnach hay Bretain. Người Norse gọi họ là Brettar. Các từ tiếng Anh Wales và Cumbri từng được Latinh hóa thành Wallenses "thuộc về Wales" và Cumbrenses "thuộc về Cumbria". Trước đây, người nói tiếng Anh vẫn dùng từ "Welsh" (người Wales) cho họ.
In Cumbria itaque: regione quadam inter Angliam et Scotiam sita – "Cumbria: một vùng nằm giữa Anh và Scotland".

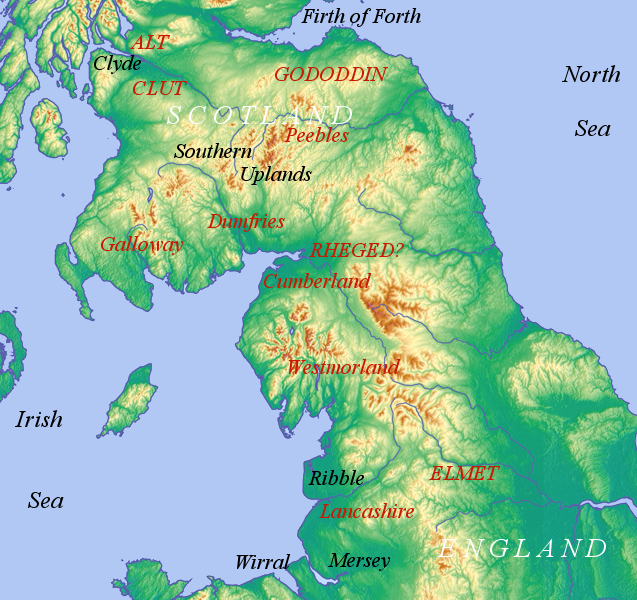
Vùng Cumbria: các hạt và vùng hiện đại với các vương quốc sơ kỳ Trung Cổ

Thuật ngữ Latinh Cambria thường được dùng cho Wales; tuy vậy, Life of St Kentigern của Jocelyn of Furness có đoạn sau:
Khi Vua Rederech (Rhydderch Hael) và người của ông nghe rằng Kentigern đã từ Wallia [tức Wales] đến Cambria [tức Cumbria], từ tha hương trở về nước mình, với niềm vui và hoan hỉ lớn cả nhà vua và dân đã đến gặp ông.

Kenneth Jackson mô tả tiếng Cumbria là "phương ngữ Britton của Cumberland, Westmorland, bắc Lancashire, và tây nam Scotland..." và xác định vùng giữa Firth of Clyde ở phía bắc, sông Ribble ở phía nam, và dãy Pennine ở phía đông, là Cumbria.